# NGC 2155
NGC 2155 (другое обозначение — ESO 86-SC45) — рассеянное скопление в созвездии Золотая Рыба.
Этот объект входит в число перечисленных в оригинальной редакции «Нового общего каталога».
Металличность скопления равна [Fe/H]=-0,71. В области NGC 2155 находятся семь переменных звёзд, из них две являются переменными звёздами типа SX Феникса, и одна затменная переменная звезда типа Алголя, с помощью которой, возможно, можно определить расстояние до скопления.